# Перехід вищого порядку
Перехід вищого порядку (рос. переход высшего порядка, англ. higher-order transition) — загальний термін для опису переходів, в яких перша та друга похідні молярної енергії Гіббса чи молярної енергії Гельмгольца по температурі та тиску є неперервними, але похідні вищих порядків є перервними в точці переходу.